# Stojan Stojanow (wojskowy)

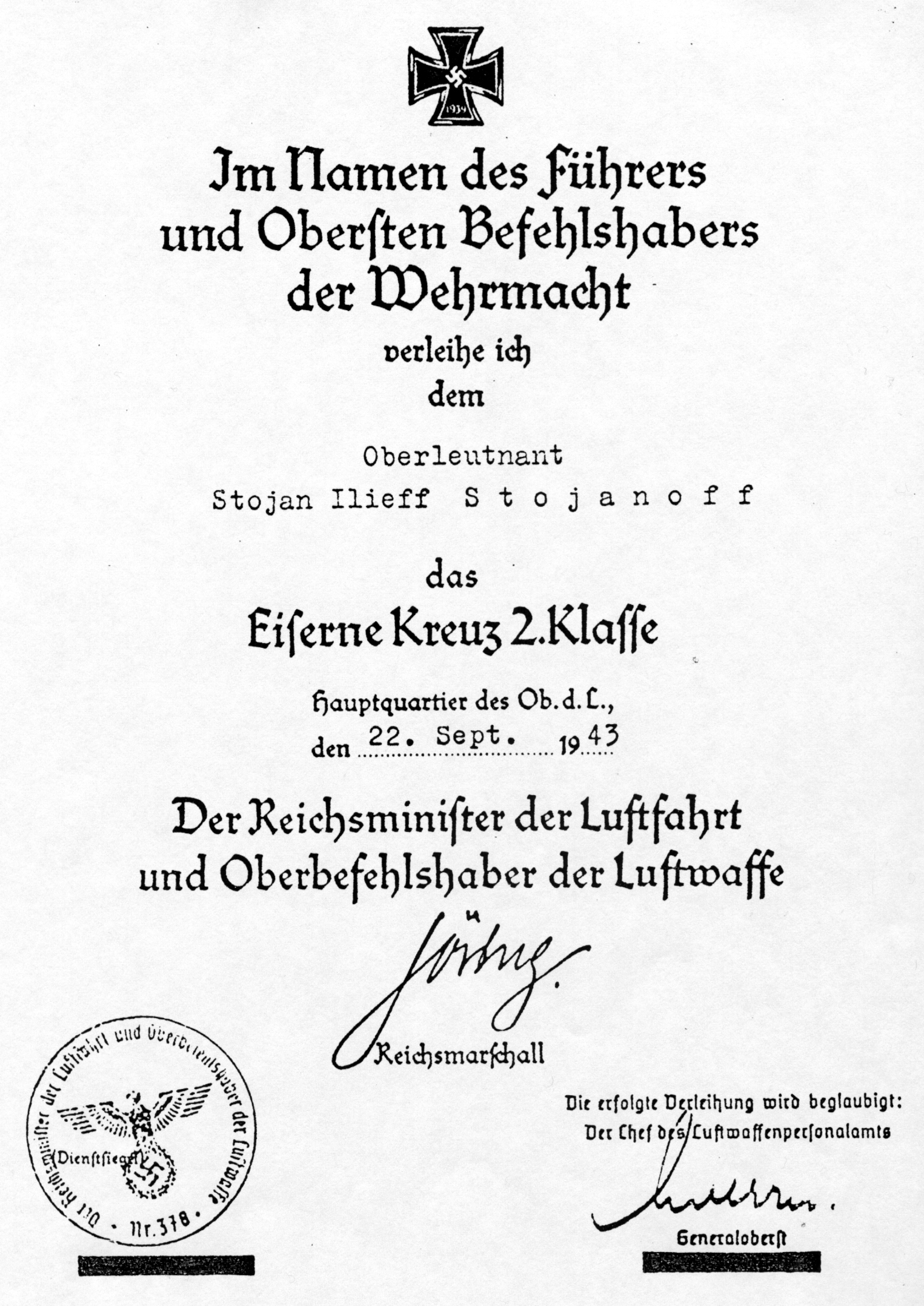
Dokument nadania Stojanowi Stojanowowi Krzyża Żelaznego II klasy z 1943 roku

Stojan Iliew Stojanow (bułg. Стоян Илиев Стоянов, ur. 12 marca 1913 w Warnie, zm. 13 marca 1997 w Karłowie) – bułgarski pilot wojskowy i as myśliwski z czasów II wojny światowej.

## Życiorys

### Wczesne lata
Urodził się 12 marca 1913 r. we wsi Galata, dziś dzielnica Warny. Jego ojciec zginął jako chorąży pułku podczas wojny bałkańskiej przed jego narodzinami. Stojan dorastał w szkole z internatem dla sierot wojennych. Wstąpił do Seminarium Teologicznego w Sofii, w trakcie nauki zdecydował się jednak na karierę wojskową i ukończył Szkołę Oficerów Rezerwy jako kawalerzysta. Wstąpił do plutonu lotniczego Narodowego Uniwersytetu Wojskowego w roku 1934. W 1937 roku otrzymał stopień podporucznika.

### Podczas II wojny światowej
W 1939 r. ukończył szkołę pilotów myśliwskich w Werneuchen w Niemczech oraz kurs dla instruktorów myśliwskich. Został instruktorem w Szkole Myśliwskiej w Karłowie, a od 1942 r. był porucznikiem – dowódcą 109. eskadry myśliwskiej 6 Pułku Myśliwskiego latającej na niemieckich Messerschmittach Bf 109.
1 sierpnia 1943 roku ogromna armada złożona z ponad 170 amerykańskich 4-silnikowych bombowców B-24 Liberator i B-17 Flying Fortress przeleciała nad Bułgarią, wracając do swojej bazy w Afryce Północnej po uderzeniu w rafinerie ropy naftowej w Ploeszti w Rumunii, którego celem miało być zakłócenie dostaw paliwa dla armii niemieckiej z Rumunii. Tego dnia odnotowano pierwsze zwycięstwa bułgarskiego lotnictwa wojskowego nad alianckimi samolotami – cztery zestrzelone bombowce, dwa przez porucznika Stojanowa i po jednym przez poruczników Petyra Boczewa i Hristo Krastewa.
W sumie Stojanow brał udział w 35 lotach bojowych przeciwko samolotom anglo-amerykańskim podczas bombardowań Sofii i innych miast Bułgarii. Przypisuje mu się 15 zwycięstw powietrznych, udział w zestrzeleniu dwóch kolejnych i spowodowanie poważnych uszkodzeń czterech samolotów.
Po 9 września 1944 r. Stojanow brał udział w lotach bojowych przeciwko wycofującym się wojskom niemieckim w Jugosławii. Pod koniec 1944 r. awansował na kapitana, a wkrótce potem na majora.

### Po II wojnie światowej
Na początku 1945 r. Stojanow jako pierwszy bułgarski pilot przesiadł się na radziecki myśliwiec Jak-9M i przeszkolił innych bułgarskich pilotów w jego pilotażu. W 1947 r. został podpułkownikiem i dowódcą lotnictwa myśliwskiego, w 1949 roku  szef szkolenia bojowego Sił Powietrznych komunistycznej Bułgarii, a w 1951 r. – pułkownikiem i zastępcą dowódcy obrony powietrznej. Jako były oficer carskiej Bułgarii, przeszkolony przez niemieckich wojskowych, on i jego żona, a także podlegli mu w czasie wojny oficerowie carscy byli stale obserwowani przez Komitet Bezpieczeństwa Państwa (w ramach operacji oznaczonej jako „FRITZ”) aż do jego zwolnienia z wojska w 1956 roku – bez prawa do stałej pracy i z niewielką jak na swój stopień emeryturą.
Następnie był statystą w teatrze, muzealnikiem, pracownikiem hotelu i przewodnikiem po Monastyrze Rylskim. Jego jedyna wydrukowana książka pt. Nie branichme tebe, Sofija (bg. Ние бранихме тебе, София, pol. „Broniliśmy Cię, Sofio”) doczekała się pięciu wydań w języku bułgarskim i jednego w języku polskim w latach 1972–2018. Po przemianach politycznych w Bułgarii w 1992 r. został honorowo awansowany na generała majora rezerwy. Zmarł 13 marca 1997.

## Odznaczenia
Stojanow był pełnym kawalerem Orderu Waleczności i jedynym lotnikiem, który dostąpił tego zaszczytu. Pierwszy order otrzymał 7 sierpnia 1943 roku osobiście od cara Borysa III, co czyni go pierwszym bułgarskim oficerem II wojny światowej, który został nim odznaczony. W imieniu dowódcy Luftwaffe Reichsmarschalla Hermanna Göringa został odznaczony także niemieckim Krzyżem Żelaznym II klasy.